# Олимпиад (станция метро)
Олимпиад (фр. Olympiades) — конечная станция линии 14 Парижского метрополитена, расположена в XIII округе Парижа. Названа по одноимённому комплексу зданий, возле которого расположена.
Официальная церемония открытия станции состоялась 25 июня 2007 года в 18:30 по парижскому времени, на ней присутствовал мэр Парижа Бертран Деланоэ, а для пассажиров станция открылась на следующий день, 26 июня 2007 года, вместе с началом движения поездов в 5:30 по парижскому времени.

## История
- Изначально станцию планировали назвать «Тольбиак — Насьональ», по пересечению улиц, под которым расположена станция, а сама она должна была войти в состав первого пускового участка линии 14, который планировалось запустить от Сен-Лазара до Мезон-Бланша. Однако сокращение финансирования проекта привело к тому, что первый участок был урезан до 7 станций (Мадлен — Библиотек-Франсуа-Миттеран), а открытие двух остальных ныне действующих станций сдвинулось на более поздние сроки. Тем не менее, тоннель до будущей станции протяжённостью 676 метров уже был проложен, и использовался в качестве временного ателье для поездов линии 14.
- Название станции вызвало широкие дискуссии относительно уместности использования между RATP и Национальным олимпийским и спортивным комитетом Франции.
- Пассажиропоток по станции по входу в 2011 году, по данным RATP, составил 7 245 724 человек[4]. В 2013 году этот показатель снизился до 6 886 845 пассажиров (45 место по уровню входного пассажиропотока в Парижском метро)[5]

## Архитектура
Станция построена по типовому проекту (односводчатая станция с платформенными раздвижными дверьми), модифицированному специально для проекта автоматической линии 14.

## Перспективы
В 2020-х годах планируется продление линии 14 от станции Олимпиад в направлении аэропорта Орли. Изначально планировалось, что после продления к станции «Мезон-Бланш» линия поглотит одно из разветвлении линии 7, однако позднее было выбрано направление через институт Гюстава Русси.

## Путевое развитие
За станцией расположен перекрёстный съезд, а продолжение путей ведёт в ателье де Толбиак Насьональ II, обслуживающее линию 14.

## Галерея

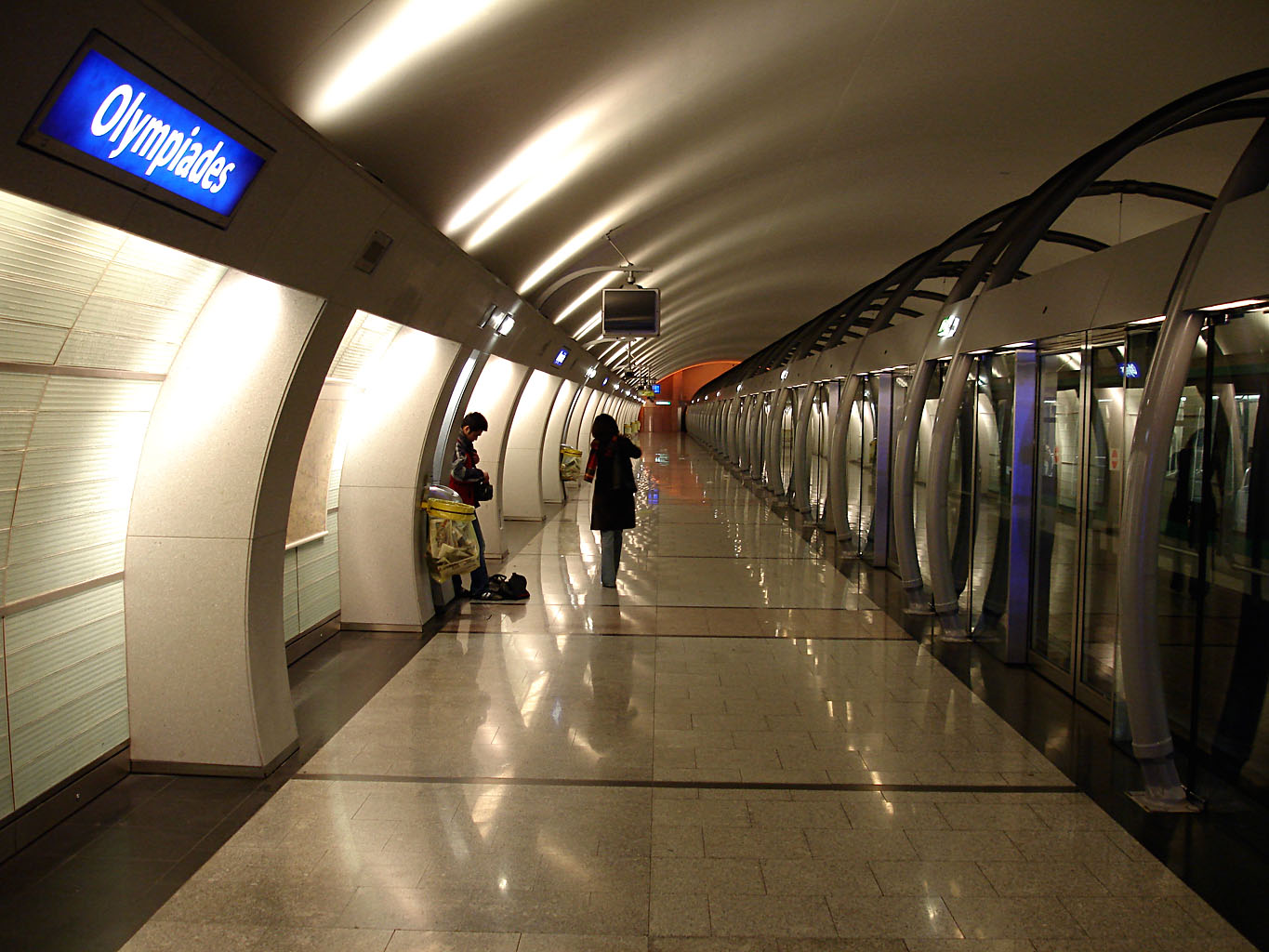
Платформы
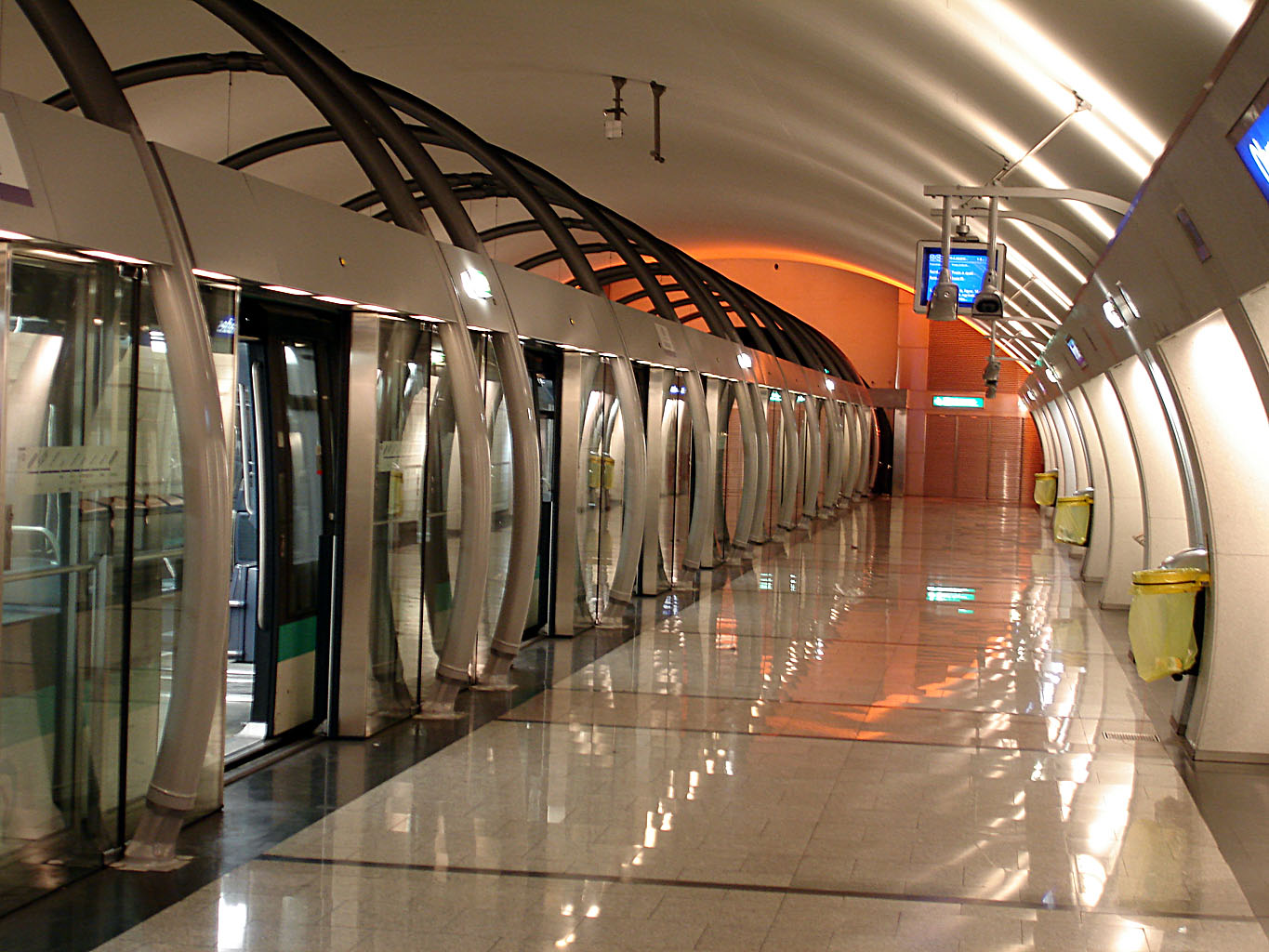
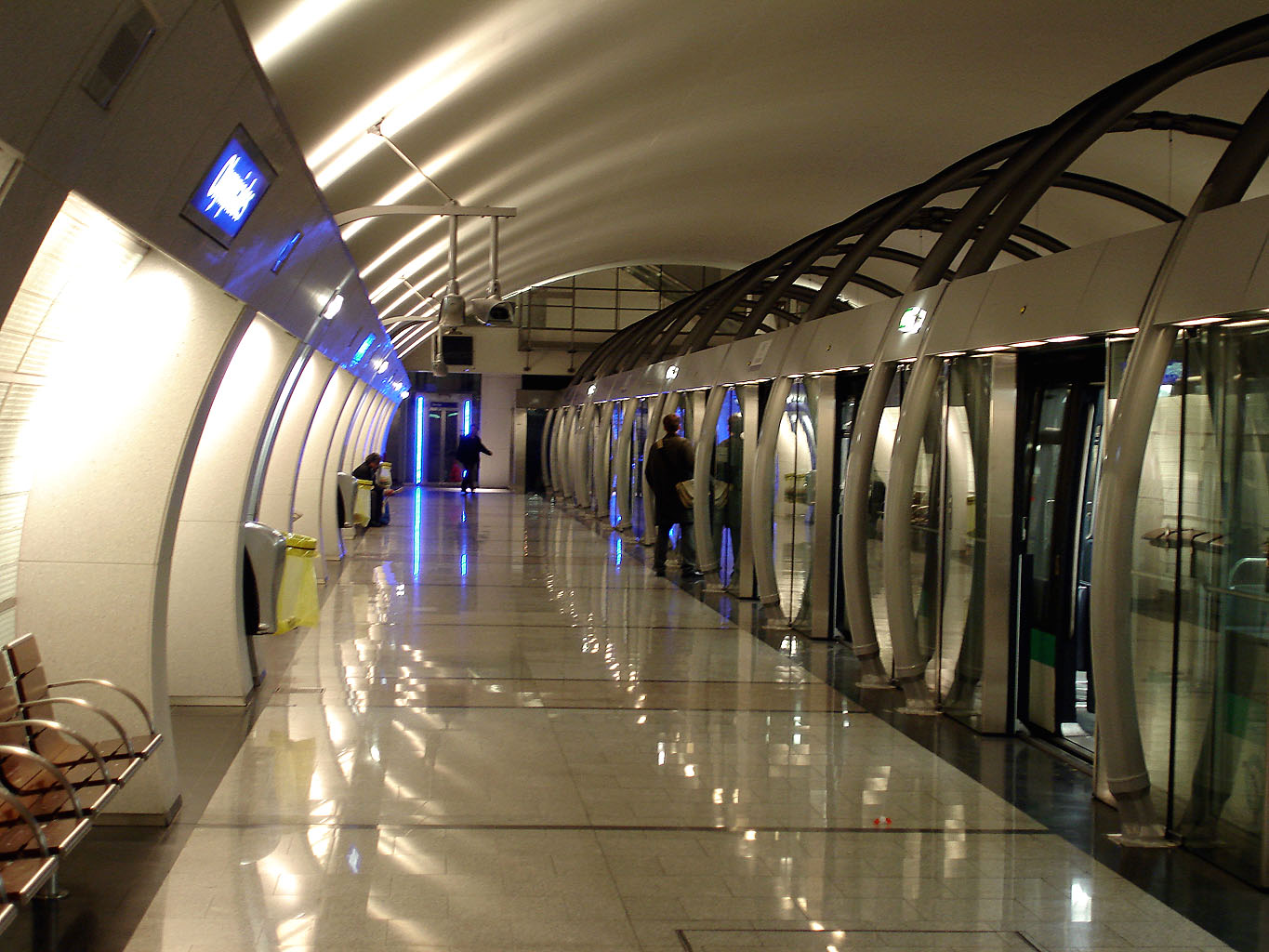
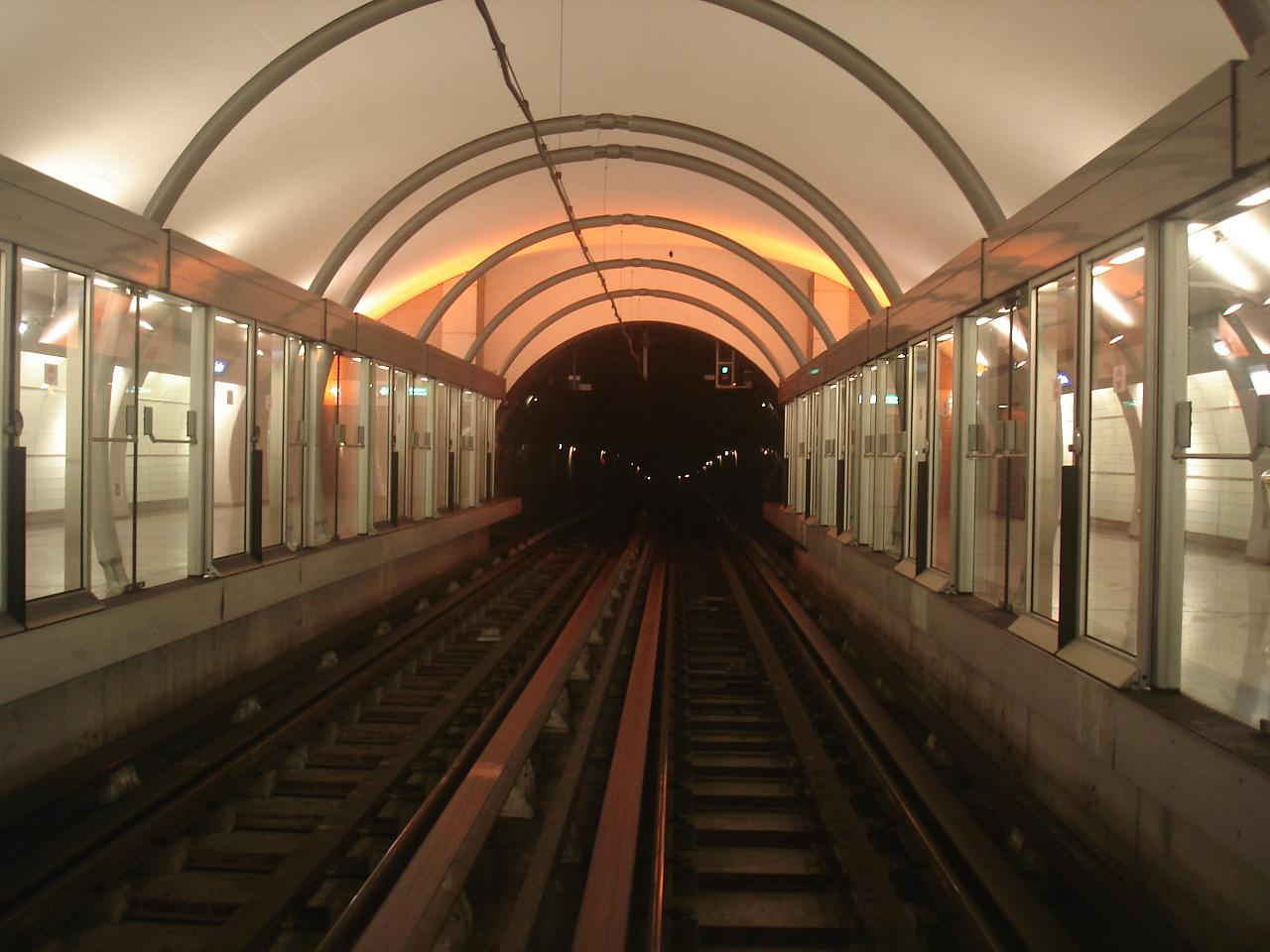
Вид на торец станции из лобового стекла головного вагона серии MP 89CA
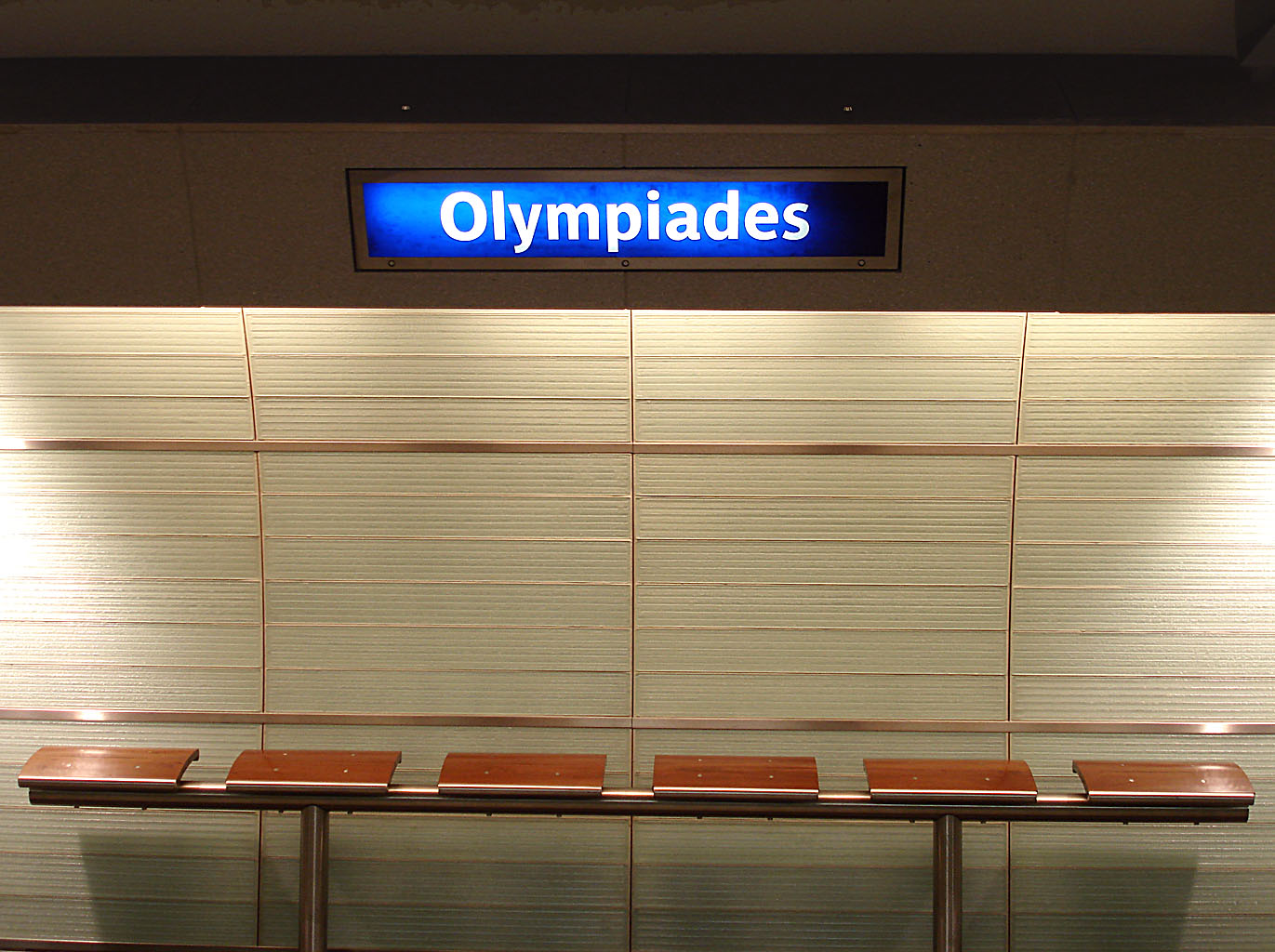
Вывеска с названием станции
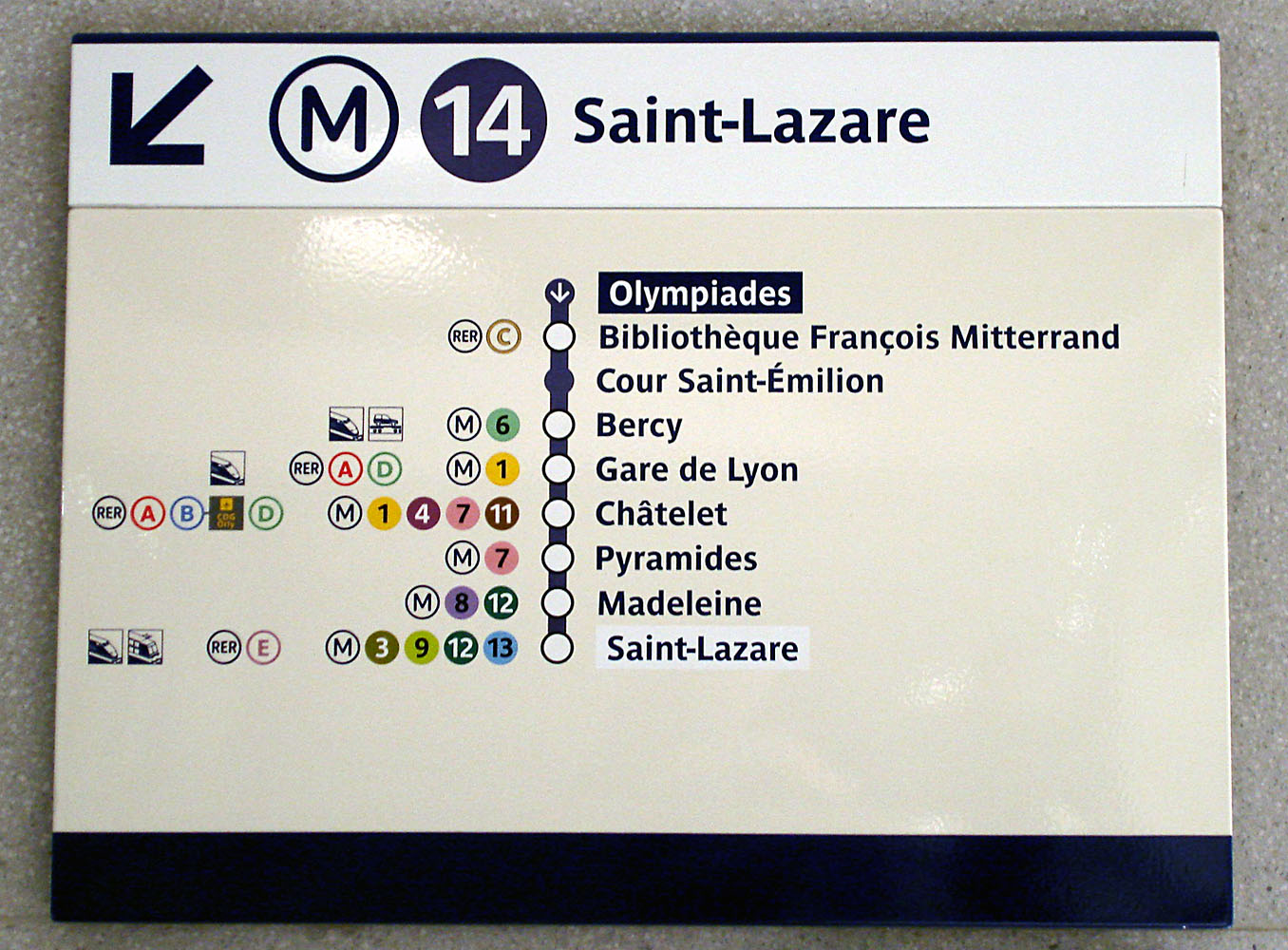
Указатель линии 14 на путевой стене